# Шиньянга
Шинья́нга — город в Танзании. Является административным центром одноимённых области, городского и сельского округов. Население (в пределах городского округа) — 135 166 чел(по переписи 2002 года). Население собственно города по оценке 2010 года — 107 362 чел..
В городе есть аэропорт.

## География
Город расположен на севере страны, между столицей страны, городом Додома, и озером Виктория. Ближайший крупный город — Мванза (141 км по прямой, 162 км по железной дороге, 176 км по автотрассе). Расстояние до Додомы 380 км.

## Население
Численность населения Шиньянги, согласно данным переписи 2002 года, составляла 135 166 человек. Из них мужчин — 66 835 и женщин — 68 331. Плотность населения составляла 141 чел./км². Население города стабильно растёт: по переписи 1978 года в городском округе проживало 68 733 человека, по переписи 1988 года — 98 660 человек.

## Образование
По данным на 2006 год, в городе расположено 46 муниципальных и 6 частных школ. В них обучалось 30 396 детей.

## Галерея
- Воду из источника носят традиционным способом.
- По дороге к местной гостинице.
- Антилопы в саванне в окрестностях города.